# Seth Ward (Texas)
Seth Ward es un lugar designado por el censo ubicado en el condado de Hale en el estado estadounidense de Texas. En el Censo de 2010 tenía una población de 2025 habitantes y una densidad poblacional de 348,73 personas por km².

## Geografía
Seth Ward se encuentra ubicado en las coordenadas 34°12′59″N 101°41′40″O / 34.21639, -101.69444. Según la Oficina del Censo de los Estados Unidos, Seth Ward tiene una superficie total de 5.81 km², de la cual 5.81 km² corresponden a tierra firme y (0%) 0 km² es agua.

## Demografía
Según el censo de 2010, había 2025 personas residiendo en Seth Ward. La densidad de población era de 348,73 hab./km². De los 2025 habitantes, Seth Ward estaba compuesto por el 62.57% blancos, el 1.78% eran afroamericanos, el 0.84% eran amerindios, el 0.15% eran asiáticos, el 0% eran isleños del Pacífico, el 32.1% eran de otras razas y el 2.57% pertenecían a dos o más razas. Del total de la población el 74.42% eran hispanos o latinos de cualquier raza.